# Cena (stacja kolejowa)
Cena – stacja kolejowa w Cena, w  gminie Ozolnieki, na Łotwie. Znajduje się na linii Ryga – Jełgawa. Na przystanku zatrzymują się pociągi elektryczne relacji Ryga - Jełgawa.

## Linie kolejowe
- Ryga – Jełgawa